# Говоров, Александр Александрович
Александр Александрович Говоров (15 марта 1938, Тим, Курская область — 11 августа 2010, Москва) — российский поэт.

## Биография
Родился 15 марта 1938 года в посёлке Тим Курской области в семье колхозников.
После окончания педучилища работал учителем, инструктором РК ВЛКСМ, литсотрудником районной газеты.
Окончил Литературный институт им. А. М. Горького (1962).
Первое стихотворение опубликовал в областной газете «Молодая гвардия» в 1956 году. Первая книга лирики «Веснянка» вышла в I960 г. в Курске с предисловием Н. Н. Ушакова.
Член Союза писателей СССР с 1962 года (вместе с ним на том же пленуме Московской организации приняты Б. Сарнов, В. Лакшин, Ст. Рассадин, Б. Ахмадулина, В. Фирсов).
Автор 30 книг лирики и поэм, а также книг для детей, изданных общим тиражом 3,5 млн экземпляров. Стихи переводились на болгарский, чешский, словацкий, польский, немецкий, французский, английский, испанский, хинди, итальянский, японский и языки народов СССР.
Трижды лауреат премии журнала «Огонёк» (1977, 1982, 1987).
Умер в Москве 11 августа 2010 года. Похоронен на Новодевичьем кладбище (колумбарий, 148 секция).
Жена — Мария Юрьевна Говорова (Либединская), приёмная дочь писателя Юрия Либединского.

## Сочинения
- Веснянка. Стихи.— Курск, 1960.— 64 с.
- Свадьба [Текст] : [Стихи] / [Ил.: Я. Днепров]. — [Москва] : Сов. Россия, 1962. — 127 с. : портр.; 14 см.
- Тим-городок [Текст] : Лирика. — Москва : Сов. писатель, 1964. — 83 с.; 17 см.
- Беседа [Текст] : Стихи и поэмы [«Бабий городок» и «Во лесочке комарочков…»] / [Ил.: Э. Б. Аронов]. — [Москва] : [Сов. писатель], [1969]. — 96 с. : ил.; 16 см.
- День. Стихи и поэмы. — М.: Современник, 1975.
- Колокольчики [Текст] : Стихи / Александр Говоров. — Москва : Сов. писатель, 1977. — 142 с. : портр.; 16 см.
- Ожерелье : Новая кн. лирики / Александр Говоров. — М. : Мол. гвардия, 1981. — 95 с.; 17 см.
- Курский соловей : Стихотворения и поэмы / Александр Говоров. — М. : Сов. Россия, 1983. — 189 с. : портр.; 17 см;
- Свидание : Лирика / Александр Говоров. — М. : Правда, 1984. — 32 с.; 16 см. — (Б-ка «Огонек». N3, ISSN ISSN 01322095; ;).
- В сиреневых снегах : Повести и рассказы / Александр Говоров. — М. : Современник, 1980. — 255 с.; 21 см. — (Новинки «Современника»);
- Жаворонки : Стихи : [Для сред. школьного возраста]. — [Москва] : Мол. гвардия, 1965. — 125 с. : ил.; 16 см.
- Стихи : Стихотворения, поэмы / Александр Говоров; Предисл. А. Софронова. — М. : Худож. лит., 1986. — 402, [1] с., [1] л. портр.; 21 см;
- Калитка : [Стихотворения и поэмы] / Александр Говоров; [Худож. В. Козлов]. — М. : Современник, 1984. — 159 с. : ил.; 16 см., 10 000 экз.
- Под песней жаворонка [Текст] : Кн. стихов / Александр Говоров; [Худож. Д. Мухин]. — Москва : Современник, 1979. — 222 с. : ил.; 16 см.
- Путь пчелы : Стихи, поэма / Александр Говоров; [Худож. И. Куклес]. — М. : Сов. писатель, 1988. — 285,[1] с. : ил.; 17 см; ISBN 5-265-00464-5 : 95 к.
- Во все глаза : Стихи : [Для мл. шк. возраста] / Александр Говоров; [Худож. Т. П. Шеварева]. — М. : Сов. Россия, 1988. — 222,[2] с. : ил.; 18 см; ISBN 5-268-00662-2

## Переводы
- Из поколения в поколение [Текст] : Поэма / Адалло ; Авториз. пер. с авар. А. Говорова; [Худож. В. Котанов]. — Москва : Современник, 1979. — 78 с. : ил.; 17 см.
- Гляжу — не нагляжусь : Стихи и поэмы. [Для сред. и ст. школ. возраста] / Адалло; Пер. с авар. М. Колюбакиной, А. Говорова. — Махачкала : Дагучпедгиз, 1980. — 79 с. : ил.; 17 см.